# Aigle (Schiff, 1932)
Die Aigle (deutsch: Adler) war ein Großzerstörer (franz. Contre-Torpilleurs) der Aigle-Klasse der französischen Marine und Typschiff ihrer Klasse. Sie war eins der Schiffe, welches am 27. November 1942 bei der Selbstversenkung der Vichy-Flotte im Hafen von Toulon von ihrer Mannschaft versenkt wurde.

## Maschinenanlage
Die Antriebsanlage der Aigle bestand aus vier Penhoët-Kesseln und zwei Parsons-Turbinen. Diese trieben über zwei Antriebswellen die beiden Schrauben an. Die Maschinen leisteten 64.000 WPS. Damit konnte eine Höchstgeschwindigkeit von 36 kn (etwa 67 km/h) erreicht werden.

## Bewaffnung
Die Hauptartillerie der Aigle bestand aus fünf 13,86-cm-Geschützen L/40 des Modells 1927 in Einzelaufstellung. Diese Kanone konnte eine 40,4 Kilogramm schwere Granate über eine maximale Distanz von 19.000 m feuern. Als Flugabwehrbewaffnung verfügte der Zerstörer bei Indienststellung über vier 3,7-cm-Flugabwehrkanonen (L/60) des Modells 1925 in Einzelaufstellung. Als Torpedobewaffnung verfügte die Aigle über sechs Torpedorohre in zwei Dreiergruppen für den Torpedo 23DT Toulon. Zur U-Boot-Abwehr verfügte das Schiff über vier Wasserbombenwerfer am Heck mit zusammen 44 Wasserbomben.

## Verbleib

Lageplan der gesunkenen Schiffe in Toulon 1942

Am 27. November 1942 befand sich die Aigle im Hafen von Toulon. Als deutsche Truppen sich näherten, versenkte die Besatzung das Schiff im Hafen. Die Italiener hoben das Schiff. Bevor es wieder in Dienst gestellt werden konnte, wurde es am 24. November 1943 bei einem amerikanischen Luftangriff erneut versenkt. Das Wrack wurde nach dem Krieg gehoben und abgebrochen.